# كريستين شتوير
كريستين شتوير (ولدت في 6 مارس 1983 في برلين) غطاسة ألمانيا فازت بالميدالية البرونزية في بطولة العالم للألعاب المائية 2007 و 2011 التي تنافس في منصة السيدات المتزامنة التي يبلغ طولها 10 أمتار. كما فازت بميدالية برونزية أوروبية في هذا التخصص. شاركت أيضًا في ثلاث ألعاب أولمبية في حدث فردي فردي سيدات 10 أمتار وفي حدث متزامن سيدات 10 أمتار.
في عام 2012 ، قدمت عارية لعدد خاص من الطبعة الألمانية من مجلة بلاي بوي ، جنبا إلى جنب مع غيرها من الرياضيات الأولمبية الألمانية.

## روابط خارجية
- كريستين شتوير على موقع الاتحاد الدولي للسباحة (الإنجليزية)
- كريستين شتوير على موقع قاعدة بيانات الغوص IAT (الألمانية)
- كريستين شتوير على موقع اللجنة الأولمبية الدولية (الإنجليزية)
- كريستين شتوير على موقع أوليمبيديا (الإنجليزية)
- كريستين شتوير على موقع اللجنة الأولمبية الألمانية (الألمانية)

- كريستين شتوير  على موقع اللجنة الأولمبية الدولية
- قالب:DOSB profile